# Delphinoidea
Delphinoidea (дельфінуваті) — надродина ссавців підряду зубатих китів ряду китоподібних (Cetacea).
Попри значні відмінності у формі тіла, родини мають схожість у побудові черепа і мають — порівняно з іншими китами — відносно неспецифічну конституцію (будова тіла). Тісний взаємозв'язок трьох сучасних родин була також підтверджена молекулярно-генетичними дослідженнями. Дельфінуваті в основному морські істоти, хоча деякі види часто трапляються у прісній воді. Річкові дельфіни, які раніше вважалися пов'язаними з дельфіновими, виявилися сестринськими до дельфінуватих (тобто є родичами лише на надродинному рівні).

## Дельфінуваті у фауні України
Родина Дельфінові
- рід Дельфін (Delphinus)
  - Дельфін звичайний (Delphinus delphis)
- рід Афаліна (Tursiops)
  - Афаліна звичайна (Tursiops truncatus)

Родина Фоценові
- рід Фоцена (Phocoena)
  - Фоцена звичайна (Phocoena phocoena)

## Галерея

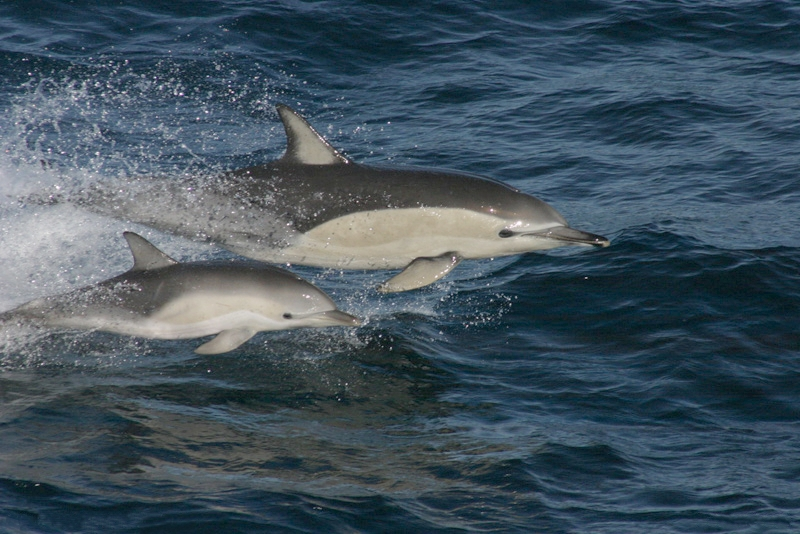
Delphinus delphis — типовий вид дельфінових
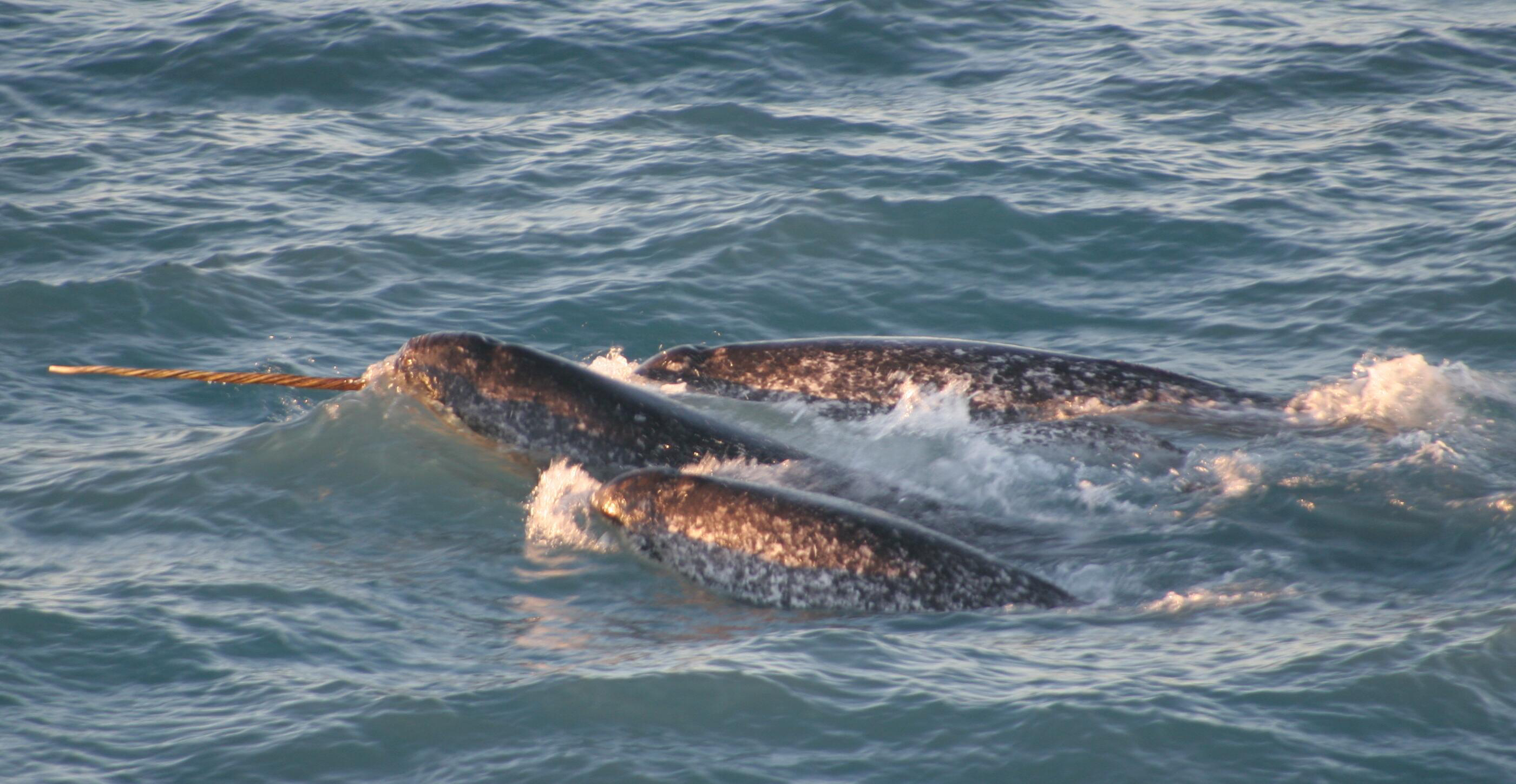
Monodon monoceros — типовий вид нарвалових
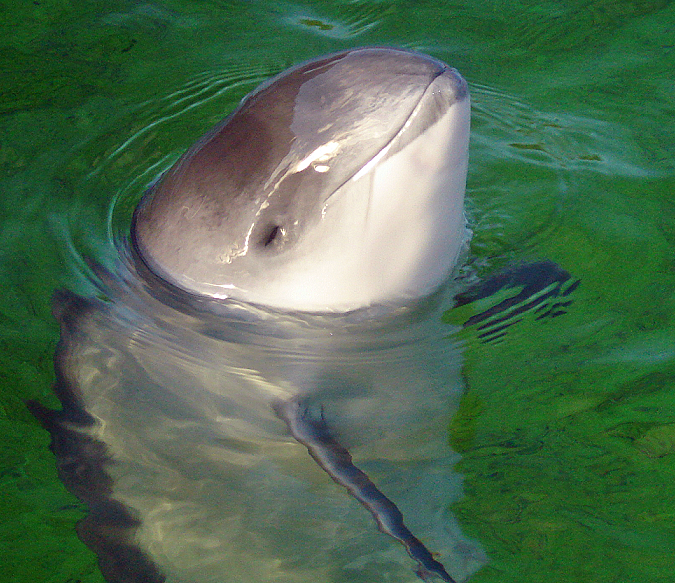
Phocoena phocoena — типовий вид фоценових
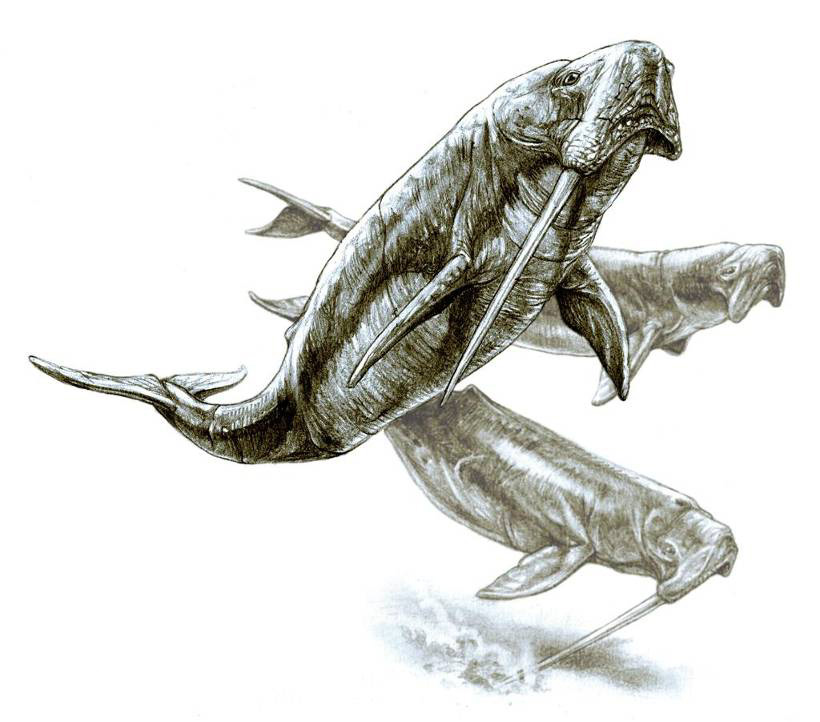
вимерлий дельфінуватий ссавець, Odobenocetops із іклами як у моржа